# Зображуючи жертву
«Зображуючи жертву» (рос. Изображая жертву) — художній фільм у жанрі чорної комедії, що було знято Кирилом Серебренніковим у 2006 році за мотивами п'єси братів Преснякових. Головну роль у картині виконав Юрій Чурсін. Фільм був схвально сприйнятий кінокритиками, став багаторазовим номінантом престижних російських кінопремій та переможцем першого Римського міжнародного кінофестивалю.
Кінострічка стала широковідомою завдяки висвітленню актуальних проблем сучасного суспільства та монологу персонажа Віталія Хаєва, що зачіпає основні аспекти цих проблем. У деяких сценах використовується ненормативна лексика, підіймаються питання самоідентифікації та пошуку сенсу життя молоддю.
Заголовна музична тема фільму, Zundoko Bushi, у виконанні японського рок-гурту The Drifters — пародія на японську народну пісню.

## Сюжет
Випускник університету Валя задля хоча б якогось заробітку підробляє у міліції, виконуючи роль «жертви» під час слідчих експериментів зі з'ясування обставин злочинів. Слідча група у складі капітана, молодшого лейтенанта Сєви та молодшого лейтенанта Люди, що озброєна відеокамерою, щодня вивозить підсудних місце злочину, де мають бути встановлені усі деталі трагічних подій. Злочинці трапляються «на будь-який смак»: студент ПТУ «Карась», що зарізав та намагався розчленувати свою кохану у вуличному біотуалеті; інтелігент-неврастенік, який підозрюється у тому, що викинув з вікна власну дружину; кавказький Ромео-невдаха, що втопив дівчину у басейні; дрібний підприємець Верхушкін, який у суші-барі застрелив свого однокласника…
Побутові справи у Валі теж не в найкращому стані. Він живе у невеликій столичній квартирі з матір'ю, у якої починаються стосунки з рідним дядьком хлопця за батьковою лінією, що жив поряд. У нічних жахах до Валі приходить померлий батько і повідомляє, що залишив цей світ не з власної волі, а з допомогою свого брата, який отруїв його. Після одного з слідчих експериментів у суші-барі терпець Валі уривається і він вирішує помститися. Дуже скоро хлопець постане перед слідчою групою вже у ролі злочинця, а не «жертви».

## Акторський склад
- Юрій Чурсін — Валя
- Віталій Хаєв — капітан
- Марина Голуб — мати Валі
- Федір Добронравов — вітчим Валі / батько Валі
- Олександр Ільїн — молодший лейтенант Сєва
- Ганна Михалкова — молодший лейтенант Люда
- Максим Коновалов — Верхушкін
- Лія Ахеджакова — працівниця японського ресторану
- Марат Башаров — «Карась»
- Ігор Гаспарян — Ромео-невдаха
- Олена Морозова — Оля
- Андрій Фомін — інтелігент-неврастенік Сисоєв
- Наталя Мокрицька — працівниця басейну

## Знімальна група
- Автори сценарію: Олег та Володимир Преснякови
- Режисер: Кирило Серебренніков
- Продюсери: Леонід Загальський, Уляна Савельєва
- Оператор-постановник: Сергій Мокрицький
- Художник-постановник: Валерій Архіпов
- Композитор: Олександр Маноцков

## Нагороди
- 2006 — Головний приз відкритого російського кінофестивалю «Кінотавр»
- 2006 — Головний приз першого Римського міжнародного кінофестивалю
- 2006 — Приз глядацьких симпатій «Срібний грифон» XIV «Фестивалю фестивалів»
- 2007 — Кінопремія «Ніка» у номінації «Найкраща жіноча роль другого плану» Лії Ахеджаковій

## Технічні дані
- Виробництво: «Новые люди» и «Вега Продакшн»
- Художній фільм, кольоровий
- Звук: Dolby Surround.
- Тип зйомки: кіноплівка 35 mm.
- Обмеження за віком: не рекомендується особам до 16 років
- Прокатне посвідчення № 111004505 від 07.06.06
- Перший показ в кінотеатрі: 8 червня 2006
- Збори: $48 574
- Перший показ на центральному ТБ: 4 березня 2007 Перший канал (з цензурою)